# MV Agusta 125 Pullman
La MV Agusta 125 Pullman è una motocicletta prodotta dalla casa di Cascina Costa dal 1953 al 1956. Nella storia produttiva della MV Agusta, è stato il modello costruito nel maggior numero di esemplari.

## Il contesto
All'inizio degli anni cinquanta le case motociclistiche tentarono di arginare il dilagante successo degli scooter prodotti dalla Piaggio e dalla Innocenti, anche realizzando modelli di moto utilitaristiche che offrissero una buona versatilità e praticità d'uso, superando i gravi problemi di stabilità dello scooter, dovuti al ridotto diametro delle ruote.
Sulla scia della Moto Guzzi che, nel 1950, aveva messo in produzione il Galletto, altre case motociclistiche si cimentarono nella costruzione di modelli ibridi che si posizionavano tra la motocicletta classica e lo scooter, come le Sterzi Confort e Motom Delfino.

## La moto
Presentata al Salone dell'automobile di Bruxelles nel gennaio 1953, la "Pullman" spiccava per il suo aspetto  piuttosto originale, con il corpo apparentemente allungato per effetto del motore in posizione fortemente arretrata e con funzione portante per le sospensioni posteriori.
Il telaio, a culla aperta, è realizzato in monotubo d'acciaio, di foggia simile a quello dello scooter "125 Ovunque" il quale, a sua volta, riprendeva lo schema della fortunata "Lambretta 125 C" del 1950.
La posizione arretrata del motore, crea un insolito spazio vuoto tra la ruota anteriore ed il sostegno verticale del telaio che poteva essere occupato da un'opzionale carenatura in lamiera, utilizzabile come vano porta oggetti.
Il modello ottenne un buon successo di vendite, tra quella fascia di clientela che utilizzava la moto come unico mezzo di trasporto familiare o, promiscuamente, anche come mezzo da lavoro. Nonostante il discutibile risultato estetico, le doti di comfort della "Pullman", determinate dall'assetto di guida, dalle sospensioni morbide e dagli pneumatici a larga sezione, furono particolarmente apprezzate dall'utenza, tanto da essere imitata da alcune case concorrenti. 
Nel 1956 venne sostituita dal il modello "Superpullman" con telaio in lamiera stampata. Le ultime "Pullman" prodotte furono utilizzate per collaudare, nel 1957, l'avveniristico motore 2T da 125 cm³ ad iniezione che, a causa della crisi nel settore motociclistico seguente alla messa in commercio della Fiat 500, non entrò in produzione.
La seconda serie della "Pullman", prodotta dal 1954 in circa 18.000 esemplari, si differenziava per l'adozione del cambio a pedale, anziché a manopola, e per l'eliminazione del terzo ammortizzatore idraulico centrale, infulcrato al blocco e dei due ammortizzatori meccanici sostituiti da due ammortizzatori idraulici.